# We Forgot to Break Up
We Forgot to Break Up ist ein Filmdrama von Karen Knox. Es handelt sich um eine Weiterentwicklung des gleichnamigen Kurzfilms von Chandler Levack aus dem Jahr 2017. Beide basieren auf dem Roman Heidegger Stairwell von Kayt Burgess. Der Film mit Lane Webber, Daniel Gravelle und June Laporte in den Hauptrollen feierte im März 2024 beim London LGBTQIA+ Film Festival seine Weltpremiere.

## Handlung
Der Musiker Evan ist mit Isis zusammen. Sie haben eine Garagenband mit dem Namen „The New Normals“ gegründet und leben in der kanadischen Kleinstadt Emmett Lake, die sie jedoch verlassen wollen. Evan lernt den Gitarristen Lugh kennen. Gemeinsam bewegen sie sich in der Clubszene Torontos, zu der Sex, Drogen und Rock ’n’ Roll gehören. Lugh tritt „The New Normals“ bei und holt auch seinen Bruder Angus als Schlagzeuger mit ins Boot. Gemeinsam mit der Bassistin Coco ziehen sie 1999 nach Toronto und wollen eine musikalische Revolution auslösen. Sie lassen ihre persönlichen Erfahrungen in den Rocksound einfließen, der über Geschlechterrollen oder die sexuelle Orientierung hinausgeht.
Als die Band zerbricht, startet Evan eine Solokarriere. Trotz des Erfolgs verspürt er ohne seine Band und seine liebgewonnenen Freunde eine Leere in sich. Für ein Revival tritt Evan aber noch einmal mit „The New Normals“ auf.

## Produktion

### Vorlage, Drehbuch und Regie
Der Film ist eine Weiterentwicklung des gleichnamigen preisgekrönten, 16-minütigen Kurzfilms von Chandler Levack, in dem sich zwei frühere Bandkollegen nach langer Zeit wiedersehen. Levack stellte den Film mit Jesse Todd in der Rolle von Evan Strocker und Mark Rendall in der Rolle von Lugh MacQueen im September 2017 beim Toronto International Film Festival vor. Er basiert auf dem Roman Heidegger Stairwell von Kayt Burgess.
Das Drehbuch für die Spielfilmerweiterung schrieben Noel S. Baker, Pat K. Mills und Zoe Whittall. Regie führte Karen Knox. Es handelt um den zweiten Spielfilm nach Adult Adoption der insbesondere für ihre Rolle in der Fernsehserie Slo Pitch bekannten Schauspielerin. Bei ihrer Arbeit an We Forgot to Break Up wurde Knox von dem Dokumentarfilm Dig! von Ondi Timoner über die Bands The Dandy Warhols und The Brian Jonestown Massacre beeinflusst.

### Besetzung und Dreharbeiten
Der Singer-Songwriter, Musiker und Komponist Lane Webber, der als einer der drei Hosts der YouTube-Red-Originals-Serie We Are Savvy des Family Channel in Erscheinung tritt, spielt Evan. Als Musiker veröffentlichte Webber mehrere Alben, darunter Used to It und Old Park Bench. Daniel Gravelle spielt den Gitarristen Lugh. In der Horrorkomödie Hell of a Summer von Billy Bryk und Finn Wolfhard stand Gravelle mit Schauspielern wie Pardis Saremi und Fred Hechinger gemeinsam vor der Kamera. June Laporte, die Evans Freundin Isis spielt, war zuletzt in Filmen wie The Dropout, Spiral – Das Ritual, You Can Live Forever und Mid-Life Crisis zu sehen und Jordan Dawson, der Lughs Bruder Angus spielt, in den Fernsehserien The Expanse und Suits. Hallea Jones, vor allem bekannt für ihre Rolle als Eden Hawkins in der Netflix-Serie Locke & Key, spielt Coco, die Bassistin der Band.
Die Dreharbeiten fanden im November 2022 in der North Bay im kanadischen Ontario statt. Als Kameramann fungierte  Jordan Kennington.

### Filmmusik und Veröffentlichung

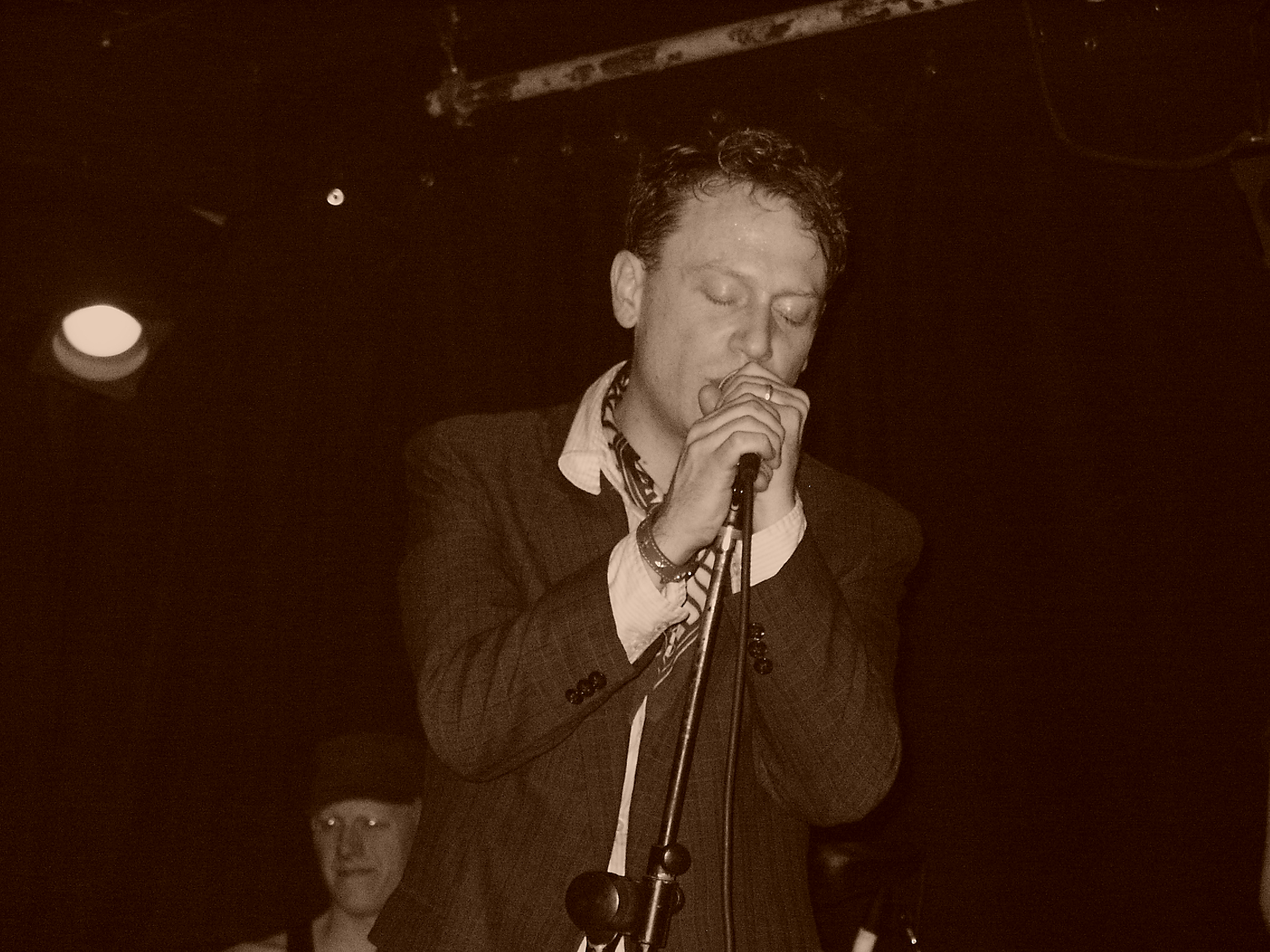
Die Filmmusik komponierte Torquil Campbell, Leadsänger und Songwriter der Rockband Stars

Die Filmmusik steuerte Torquil Campbell bei. Er ist einer der Leadsänger und der Songwriter der Montrealer Indie-Rockband Stars, die zu Beginn des Jahrtausends in Kanada und den USA kleinere Erfolge feierte. Campbell hatte über seine Tätigkeit in der Band hinaus einige Auftritte als Schauspieler, darunter in den US-amerikanischen Serien Sex and the City und Law & Order. Zudem verwendet der Soundtrack Indie-Musik der frühen 2000er Jahre von Bands wie The Pixies und Cub.
Die Weltpremiere von We Forgot to Break Up erfolgte am 17. März 2024 beim London LGBTQIA+ Film Festival. Anfang Juni 2024 wurde er beim Inside Out Toronto 2SLGBTQ+ Film Festival als Abschlussfilm gezeigt und hiernach beim San Francisco International LGBTQ+ Film Festival. Im Februar 2025 sind Vorstellungen beim Madi Gras Film Festival geplant. Die  internationalen Vertriebsrechte liegen bei Filmoption International.

## Rezeption

### Kritiken
In einer Kritik des Q+ Magazine wird We Forgot to Break Up als eine wunderschöne, emotionale Achterbahnfahrt beschrieben, die bei jedem Anklang finden wird, der jemals einem Traum nachgejagte oder darum gekämpft hat, seinen Platz in der Welt zu finden. Außerdem habe der Film einen großartigen Soundtrack.

### Auszeichnungen
Directors Guild of Canada Awards 2024
- Nominierung für die Beste Regie – Spielfilm (Karen Knox)
- Nominierung für das Beste Szenenbild – Film, limited Budget (Meagan Budgell)
- Nominierung für den Besten Filmschnitt – Spielfilm (Anna Catley)[12]